# Óblast de Novossibirsk
L'óblast de Novossibirsk (en rus Новосибирская область, transliterat Novossibírskaia óblast) és un subjecte federal de Rússia. La capital és la ciutat de Novossibirsk, la tercera de Rússia després de Moscou i Sant Petersburg.
Està situada al sud-est de la planura occidental de Sibèria, als peus de les muntanyes de Salaïr, entre els rius Obi i Irtix. Limita a l'oest amb l'óblast d'Omsk, al nord amb la de Tomsk i a l'est amb la de Kémerovo. La frontera sud i sud-oest la formen el krai de l'Altai i l'estat sobirà del Kazakhstan. El territori de l'óblast fa més de 600 km d'oest a est, i més de 400 km de nord a sud. El terreny és majoritàriament pla; al sud hi predominen les estepes; al nord, grans extensions de bosc amb un bon nombre de zones pantanoses. Hi ha molts llacs i estanys, els més grans dels quals (com el Txani, el Sartlan i l'Ubínskoie) es troben al sud. La major part dels rius pertanyen a la conca de l'Obi, molts dels quals moren en els llacs i estanys esmentats.
Segons el cens del 2002, els russos hi són l'ètnia majoritària (2.504.147). Els segons en importància són els alemanys (47.275). També s'hi troba població ucraïnesa (33.793), tàtara (27.874), kazakh (11.691), belarussa (8.380), armènia (7.850), àzeri (7.366), txuvaix (4.147) i d'algunes nacionalitats més. Hi ha 30 districtes i 14 ciutats.